# Balot
Balot ist eine französische Gemeinde mit 93 Einwohnern (Stand: 1. Januar 2022) im Département Côte-d’Or in der Region Bourgogne-Franche-Comté. Sie gehört zum Arrondissement Montbard und zum Kanton Châtillon-sur-Seine.
Nachbargemeinden sind Bissey-la-Pierre im Nordwesten, Poinçon-lès-Larrey im Norden, Cérilly im Nordosten, Ampilly-le-Sec im Südosten, Nesle-et-Massoult im Süden und Laignes im Südwesten.

## Bevölkerungsentwicklung
| Jahr                       | 1962 | 1968 | 1975 | 1982 | 1990 | 1999 | 2008 | 2016 |
| -------------------------- | ---- | ---- | ---- | ---- | ---- | ---- | ---- | ---- |
| Einwohner                  | 139  | 141  | 103  | 96   | 93   | 93   | 90   | 82   |
| Quellen: Cassini und INSEE |      |      |      |      |      |      |      |      |